# Emoia ruficauda
Emoia ruficauda är en ödleart som beskrevs av  Taylor 1915. Emoia ruficauda ingår i släktet Emoia och familjen skinkar. IUCN kategoriserar arten globalt som otillräckligt studerad. Inga underarter finns listade i Catalogue of Life.